# Mesoteri
El mesoteri (Mesotherium cristatum) és una espècie extinta de mamífer notoungulat de la família dels mesotèrids que visqué a Sud-amèrica entre el Pliocè superior i el Plistocè superior, fa entre 0,01 i 3,6 milions d'anys. Se n'han trobat restes fòssils a les províncies argentines de Buenos Aires i Córdoba. Es tracta de l'única espècie reconeguda del gènere Mesotherium. El crani feia aproximadament 27 cm de llargada. El nom genèric Mesotherium significa ‘bèstia del mig’ i es refereix a la seva suposada posició intermèdia entre els edentats, els rosegadors i els paquiderms.